# Çiftepınar, Hadim
Çiftepınar là một xã thuộc huyện Hadim, tỉnh Konya, Thổ Nhĩ Kỳ. Dân số thời điểm năm 2011 là 60 người.